# Bandiera di Taibus
La bandiera di Taibus (太仆寺旗S, Tàipúsì QíP) è una bandiera della Cina, situata nella regione autonoma della Mongolia Interna e amministrata dalla lega di Xilin Gol.